# Кашин-Оболенский, Юрий Иванович
Князь Ю́рий Ива́нович Ка́шин-Оболе́нский († 16.01.1564) — голова и воевода, боярин во времена правления Василия III Ивановича и Ивана Васильевича (Грозного).
Старший сын князя Ивана Васильевича Кашина-Глухого († после 1527).
Младшие братья — князья Иван, Пётр, Фёдор и Андрей Ивановичи из рода князей Кашины-Оболенские.

## Биография
На свадьбе великого князя Василия III Ивановича и Елены Глинской «нёс другой каравай» (28 января 1526). Второй воевода Передового полка в Коломне и на Кашире (1547). Местничал с князем Д. И. Немым-Оболенским (февраль 1547). Воевода передового полка в походе с царём Шиг-Алеем из Мещеры к Казани (1548). Воевода Сторожевого полка во втором зимнем государевом Казанском походе (1549). В Казанском разряде второй полковой воевода в Муроме (1550). Числился по Калуге в 1-й статье и пожалован в московское дворянство (1550). Участвовал в кровопролитной стычке на Арском поле у тур (август 1552), при осаде Казани и был опасно ранен, но тем не менее получает приказ (01 октября 1552), занять с дворянами царской дружины, Ногайскую дорогу. Один из воевод годовавших в Свияжске (1553). Получает приказание примкнуть к Большому полку князя Семёна Ивановича Микулинского, шедшего к Казани на Луговую черемису (1554). В походе Государя к Коломне, голова в царском полку (1555), а потом воевода правой руки. При отпуске старших воевод, оставался 2-м воеводою в Калуге и позже в Серпухове (1556). Пожалован в бояре (1556), в том же году 1-й воевода на Кашире и 1-й воевода в Тарусе. Воевода левой руки, стоял на Кашире (1557). По росписи на берегу — 1-й воевода левой руки (1558). В Ливонском походе с царевичем Тохтамышем 1-й воевода правой руки (1559). Подписался на поручной записи по князю Ивану Дмитриевичу Бельскому (20 марта 1562). В походе Государя в Литовские земли, был с ним одним из воевод (декабрь 1562). Третий воевода большого полка, потом 1-й воевода в Козельске и по взятии Полоцка, на возвратном пути, 3-й воевода большого полка (1563). Ручался за князя Александра Ивановича Воротынского (20 апреля 1563).
Заподозренный в измене за близость к князю Владимиру Андреевичу Старицкому, князь и боярин Юрий Иванович казнён Иваном Грозным на паперти церкви, когда он шёл к заутренней (16 января 1564). Погребён в Троице-Сергиевой лавре. Упомянут в синодике опальных.
Князь А. М. Курбский писал:

### Курбский А. М.«История о великом князе Московском»
И в ту же ночь он велел убить своего боярина князя Юрия, по прозванию Кашина, когда тот также шёл в церковь на утреннюю молитву. И зарезан был на самом пороге церкви, и залили весь церковный пол святою кровью. Потом убит был брат этого Юрия, Иван.
Оригинальный текст (рус.)И тое же нощи убити повелѣл сниглита своего князя Юрья, глаголемаго Кашина, такоже ко церкви грядуща на молитву утреньнюю. И закланъ на самом празе церковном, и наполниша помость церковны весь кровию его святою. Потом убиенъ того Юрья братъ, князь Иоан.
— 1570-е годаПолный текст